# Топонимия Франции
Топонимия Франции — совокупность географических названий, включающая наименования природных и культурных объектов на территории Франции. Структура и состав топонимии страны обусловлены её географическим положением и богатой историей.
Во Франции вопрос о сборе и обозначении топонимов возник, как только была создана карта Кассини в XVIII веке. Во время разработки этой карты были составлены списки географических названий только для половины из 182 листов.
Важным шагом было создание топографических словарей для департаментов Франции в 1870-х годах, в результате чего появились словари примерно по 30 департаментам. Каждый топоним в словарях представлен с максимумом подробностей о его истории на протяжении веков, начиная с первого упоминания, как правило, в средневековых текстах.
Основателем по-настоящему научной топонимики во Франции считается Огюст Лоньон, автор книги «Названия мест Франции», опубликованной в 1920 году. Впоследствии другие исследователи продолжили работу Лоньона, в том числе Альбер Доза, Шарль Ростен, Эрнест Негре и Марсель Бодо.
В конце XX-начале XXI века исследования топонимии Франции вели такие учёные как Мари-Терез Морле, Марианна Мулон, Поль Фабр, Стефан Жандрон, Мишель Морван, Мишель Роблен и другие.

## Название страны
Название «Франция» происходит от латинского «Франкия» (лат. Francia) или «страна франков». Современную Францию по-прежнему называют Francia на итальянском и испанском языках, Frankreich («Франкская империя») на немецком и Frankrijk на голландском языке.
Существуют различные версии о происхождении названия племени франков. В английском языке после работ Э.Гиббона и Я.Гримма этноним «франк» был прочно увязан с понятием «свободный». Было высказано предположение о том, что название «франк» означало «свободный», поскольку после завоевания Галлии только франки были свободны от налогообложения. Другая теория состоит в том, что этноним «франк» происходит от протогерманского слова frankon, которое переводится как «копьё», поскольку короткий метательный топор франков был известен как «франциска», однако было установлено, что оружие было названо благодаря использованию франками, а не наоборот.

## Состав топонимии

### Гидронимы

#### Пелагонимы
- Бискайский залив (фр. golfe de Gascogne, баск. Bizkaiko Golkoa, галис. golfo de Biscaia, окс. golf de Gasconha, брет. Pleg-mor Gwaskogn) — название происходит от провинции Бискайя в Стране басков; поскольку залив омывает берега Франции и Испании, его название имеет различные версии в зависимости от языка и страны. Так, в Испании его именуют «Кантабрийским морем» (исп. Mar Cantábrico), а во Франции — «Гасконским заливом» (фр. golfe de Gascogne);
- Лионский залив (фр. Golfe du Lion) — существует по крайней мере три версии интерпретации топонима: «грозный лев» — указание, что эта часть моря опасна, как лев, поскольку здесь бывают сильные и ветры; «лежащий лев» — от вида на пик Сен-Лу, напоминающий лежащего льва, и вариант, восходящий к латинскому сочетанию «Sinus Gallicus» («Галльский залив»)[8];
- Лигурийское море (англ. Mer de Ligurie, встречаются также варианты mer Ligurienne[9] и mer Ligure) — название происходит от названия прибрежной области Италии — Лигурии, которая, в свою очередь, получила название от некогда могущественного доиндоевропейского народа лигуров, сфера влияния которых в доисторическую эпоху достигала севера Европы, пока кельты не вытеснили их обратно на побережье Средиземноморья;
- Северное море (фр. Mer du Nord) — пелагоним вошёл в международную практику из идерландского языка, где море именовалось «Нордзее» (нидерл. Noordzee, буквально — «Северное море»,) в противоположность нидерл. Zuiderzee («Южное море»), расположенного к югу от Фризии. До вхождения в употребление названия «Северное море», примерно до Первой мировой войны, в англоязычных странах море именовалось «Немецкое море» или «Немецкий океан», эти названия восходят к латинским «Mare Gemanicum» и «Oceanus Germanicus»[10];
- Средиземное море (фр. Mer Méditerranée) — исторически носило различные имена. Например, карфагеняне называли его «Сирийским морем», а поздние римляне называли его Mare Nostrum («Наше море») или Mare Internum («Внутреннее море»). Впервые пелагоним «Средиземное море» (греч. Μεσόγειος Θάλασσα, лат. Mare Mediterraneum) ввёл в оборот римский писатель Гай Юлий Солин в III веке н. э.;
- Ла-Манш (фр. La Manche) — буквально означает «рукав» во французском языке, что связано с его природной формой. Первые упоминания о названии в форме «Ла Манш» относятся к XVII веку, во многих языках, включая испанский и португальский, пролив имеет аналогичное название. Исключением является английский язык, где название звучит как «Английский канал» (англ. English Channel).

#### Потамонимы
- Сена (фр. Seine) — существует несколько версий происхождения потамонима. Согласно одной, она названа латинским словом лат. Sequana («священная речка»). Есть также точка зрения, что потамоним имеет галльское происхождение — видоизмененное наименование реки Йонна, которая впадает в Сену. В низовьях же, на территории Нормандии, этот водный поток именовали называли «Родо» — в честь одноимённой равнины;
- Гаронна (фр. Garonne) — потамоним, по-видимому происходит из долатинского форманта *-gar («скалистая гора»), варианты — *-kar и *-gal, за которым следует долатинский же корень -onna (согласно галло-латинскому словарю Glossaire d'Endlicher — «река»[11], и, таким образом, потамоним означает «скальная», или «каменистая река»[11];
- Рона (фр. Rhône) — во французском языке этот потамоним мужского рода и происходит от латинского «Родан» (лат. Rhodanus)[12];
- Луара (фр. Loire) — существует ряд версий происхождения потамонима, согласно одной из них, название на латинском языке лат. Liger или лат. Ligeris, упоминавшееся ещё Полибием во II веке до н. э.[13], вероятно, происходит от галльского -liga, которое, в свою очередь, восходит к более древнему слову -lega, обозначающему «грязь» или «ил»[14].

#### Лимнонимы
- Бурже (фр. Bourget) — от названия расположенного на берегу замка (фр. Château du Bourget), который стал главной резиденцией графов Савойи с середины XIII века[15];
- Анси (фр. Lac d'Annecy) — название в настоящее время относится ко всему водоему, но в Средние века озеро подразделялось на большое озеро на севере, которое и именовалось «озеро Анси» и малое озеро на юге, которое именовалось «озеро Дуйн»[16].

### Ойконимы
- Париж (фр. Paris МФА: [paˈʁi]о файле) — cуществует несколько версий происхождения ойконима, наиболее популярные из которых получили названия «галльской» и «римской»[17]. Согласно «галльской» версии, в III веке до н. э. кельтское племя паризиев основало на месте современного острова Сите поселение, получившее название «Лютеция» — от латинского lutum — «грязь, ил»[18]. «Римская» же версия, которую не без оснований считают слишком надуманной, относит происхождение названия города к имени героя мифа о троянской войне — Париса, сына троянского царя Приама, похитившего прекрасную Елену у спартанского царя Менелая. По версии Вергилия, спасшиеся троянцы во главе с Энеем приплыли на Апеннинский полуостров, где и основали Рим;
- Марсель (фр. Marseille МФА: [maʁ.sɛj]о файле, местное произношение МФА: [maʀ.ˈse.jə]о файле) — происхождение названия достоверно не известно. Город был основан около 600 года до н. э. греками — фокейцамии и получил название «Массалия» (греч. Μασσαλία, лат. Massalia). Согласно легенде, греки высадились на берег Прованса, когда местный король Нан задумал выдать замуж свою дочь Гиптиду, и для этого устроил пир, на котором Гиптида протянула свой кубок с вином греку Протису. Пара получила в качестве свадебного подарка часть побережья, на котором они и основали город[19];
- Лион (фр. Lyon МФА: [ljɔ̃]о файле, франкопров. Liyon [ʎjɔ̃]) — имеется несколько версий происхождения ойконима. Согласно одной из них, название происходит от кельтских формантов Lugus, Lug (Луг — высшее божество в кельтской мифологии) и duno — «холм, укрепление, крепость», означая, таким образом, «Холм бога Луга». По другой версии, формантLugus близок к галльскому lugos («ворон»). Ворон считался священной птицей бога Луга и предвестником его появления, а также сам Луг мог принимать облик ворона. Наконец, латинское lux, lucis (свет) могло сыграть роль в формировании топонима, и название города может обозначать «Холм Света»;
- Тулуза (фр. Toulouse МФА: [tuˈluz]о файле, местн. МФА: [tuˈluzə]о файле) — происхождение ойконима остается неопределённым, хотя он упоминаеся в трудах Посидония и Страбона как греч. Τώλοσσα, а также римских авторов — Юлия Цезаря, Цицерона, Плиния Старшего — как лат. Tolosa[20]. Большинство современных лингвистов отрицают его кельтское происхождение, некоторые считают его иберским[21];
- Ницца (фр. Nice [nis], окс. Niça) — топоним греческого происхождения. Город был основан греками в IV века до н. э. и назван «Никейя» (др.-греч. Νίκαια) в честь богини победы Ники, в ознаменование победы над лигурийцами. В дальнейшем транскрипция названия неоднократно менялась: Nikaia во II веке, Nicaea, Nicia в IV веке, Niciensi в 1119 году, Niza в XIII веке, Nisse в XIV веке, Niça в 1436 году[22];
- Нант (фр. Nantes МФА: [nɑ̃t]о файле, брет. Naoned, галло Naunnt, Nàntt) — название происходит от латинского Portus Namnetum (так он именовался римлянами в последний период Римской империи), или civitas Namnetum[23]. Эволюция ойконима лежит в русле тенденции, характерной для названий древних галльских городов северной половины Франции в IV веке — переход от галльских форм топонимов к новым, зачастую восходящих к этнонимам: так, название Парижа (бывшей Лютеции), происходит от названия племени паризиев; город Ван ранее именовался Дариоритум, или Civitas Venetorum (как главный город венетов)[24] и т. д. Современная форма ойконима, по-видимому, основана на Namnetas — латинизированной форме (винительном падеже) варианта галльского этнонима[23], она транскрибируется как Nametis в средневековой латыни в период Меровингов[25]. В языке галло этот топоним принимает формы Naunnt[26], Nantt[27], Nauntt[27], или Nante[28], а на бретонском — Naoned или Na Naoned (La Nantes). Написание Nantes сохранилось на большинстве языков с использованием латинского алфавита, но в кельтских языках, таких как валлийский или гэльский, используется бретонская форма Naoned, а на эсперанто — Nanto;
- Страсбург (фр. Strasbourg МФА: [stʁas.buʁ]о файле, эльз. Strossburi [ʃtrosburi], нем. Straßburg [ˈʃtʁaːsbʊɐ̯k]) — в древности город носил кельтское название «Аргенторат» (лат. Argentoratum), по одной из версий, от имени богини денег, которой поклонялись кельты. С VI века город стал носить современное название, происходящее от немецких слов Straße/Strasse («улица» или «дорога») и -бург (немецкое -burg, французское -bourg) — «замок, крепость, укрепление», обретя значение «крепость у дороги»;
- Монпелье (фр. Montpellier МФА: [mɔ̃.pə.lje] или [mɔ̃.pe.lje]о файле, окс. Montpelhièr) — первоначальное название местности было Lo Clapàs («каменистые почвы»). Название сеньории Монпелье появилось примерно в X веке. О происхождении названия есть несколько версий. Так, немецкий лингвист Герман Грёхлер[нем.] (1862—1958) выводил ойконим из латинского pestellum — вариант слова «pastellum», которым обозначалось растение Isatis tinctoria[29]. В этом случае mons pestellarius будет означать «гора, где растет пастель». С такой интерпретацией соглашались впоследствии французские топонимисты Альбер Доза и Шарль Ростен[фр.][30]. Огюст Венсан[фр.], в свою очередь, выводил название из старофранцузских слов pestiel, pestel — «пестик» и, таким образом интерпретировал название как «гора в форме пестика»[31], что не подтверждается рельефом местности;
- Бордо (фр. Bordeaux МФА: [bɔʁ.ˈd̪o]о файле, окс. Bordèu, баск. Bordele) — с I века н. э. на месте современного Бордо находилось поселение под названием «Бурдигала» (лат. Burdigala), которое в трансформированном виде перешло к нынешнему городу. Существует несколько интерпретаций топонима «Бурдигала», в частности, Исидор Севильский в своей «Этимологии» трактовал его как Burgos Gallos («галльский район»)[32], а аббат Борен в своём труде Recherches sur la ville de Bordeaux предположил, что название основывается на кельтских корнях burg («город») и cal («порт»)[33];
- Лилль (фр. Lille МФА: [lil]о файле, пикард. Lile, западнофлам. Rysel, нидерл. Rijsel) — название города происходит происходит от галло-римского слова „ISULA“, происходящего от латинского i[n]sula — „остров с домами“, что обусловлено географическим положением города[34], возникшего как село на острове между двух рукавов реки Дёль. Название зафиксировано в латинизированных формах Isla в уставе 1066 года, Insula в 1104 году, castro Insulano в 1177 году и, наконец, в франкоязычной версии Lysle в 1259 году[35].

### Оронимы
- Альпы (фр. Alpes) — существует ряд версий о происхождении названия. По одной из них, латинское слово Alpes, которое образовалось от Albus (Белый), использовалось ещё в I веке до нашей эры для обозначения гор, покрытых снегом. Другое предположение говорит о том, что название произошло от слов Al или Ar, что означало высокогорную местность. Слово Alpe в современном французском и итальянском языках означает «Горная вершина», равно как и Alp в немецком.В кельтском языке также присутствовало слово Alpes, которым кельты называли все высокие горы[36]. Далее оно трансформировалось в английское Alps. Предположительно, к кельтам оно попало из Римской империи[37];
- Пиренеи (фр. Pyrénées) — происхождение названия точно не установлено. Есть точка зрения, что название идёт от античных греческих географов. Термин Πυρηναῖα (Pyrēnaîa) появляется, например, у Плутарха (около 46-125 г. н. э.)[38]. Позже это название трансформировалось в латинское Pyrenaeus, а в 1660 году появилось в окситанском языке в виде als confins dels Pireneus[39]. На языках народов, живших в районе этого горного хребта, название выглядит так: арагонский — Pireneu о/OS Perinés, каталонский — Els Pirineus/El Pirineu, испанский — los Pirineos/el Pirineo, окситанский — eths/los Pirenèus, баскский — Pirinioak. На всех этих языках название имеет мужской род, но во французском языке название «Пиренеи» часто воспринимается как имя собственное женского рода, хотя во множественном числе пол отсутствует. Более того, благодаря межъязыковым контактам в окситанском языке возникла ошибочная форма las Pirenèas[39]. Эпонимом Пиренеев является Пирена — героиня античной мифологии, которая была растерзана зверями и похоронена на Пиренеях[40];
- Юра́ (Жюра́, фр. Jura [ʒyʁa]) — происходит от франкопровансальского juris, от латинской основы juria, что означает «горный лес». Эти форманты, в свою очередь, восходят к кельтским jor, jore, что означало «лесистая высота», благодаря обширным горным лесам, которым был покрыт этот горный массив[41][42].

## Топонимическая политика
Вопросами топонимической политики во Франции занимается созданная в 1985 году Национальная комиссия по топонимии Национального совета по географической
информации (фр. Commission nationale de toponymie du Conseil national de l'information géographique, (CNT/CNIG)).

### на русском языке
- Басик С. Н. Общая топонимика. — Минск: БГУ, 2006. — С. 200.
- Жучкевич В.А. Общая топонимика. Издание 2-е, исправленное и  дополненное. — Минск: Вышэйная школа, 1968. — С. 432.
- Инструкция по русской передаче географических названий Франции / Сост. К. Т. Бойко; Ред. Г. Г. Арутюнова. — М., 1982. — 78 с.
- Поспелов Е. М. Географические названия мира. Топонимический словарь / отв. ред. Р. А. Агеева. — 2-е изд., стереотип. — М.: Русские словари, Астрель, АСТ, 2002. — 512 с. — 3000 экз. — ISBN 5-17-001389-2.
- Словарь географических названий зарубежных стран / А. М. Комков. — М.: Недра, 1986. — 459 с.

### на французском языке
- Charles Rostaing. Les Noms de lieux (Que sais-je, PUF 1961, épuisé)1re édition — 1945, 11e édition — 1992. — ISBN 978-2-13-044015-4.
- Henri d’Arbois de Jubainville. Recherches sur l’origine de la propriété foncière et des noms de lieux habités en France (période celtique et période romaine). — Paris, 1890. — 703 с.
- Auguste Vincent, conservateur à la bibliothèque royale de Belgique. Toponymie de la France. — Brionne: Gérard Montfort, 1981. — 418 с.
- Albert Dauzat et Charles Rostaing. Dictionnaire étymologique des noms de lieux en France. — Larousse, 1963, épuisé, réimpression Librairie Guénégaud.
- Albert Dauzat. La Toponymie française. — Paris: Bibliothèque scientifique, Payot, 1960, Réimpression 1971.
- Albert Dauzat. Dictionnaire étymologique des noms de rivières et de montagnes en France. — Paris: Klincksieck, 1982. — 234 с.
- Éric Vial. Les Noms de villes et de villages. — Belin, collection le français retrouvé, 1983. — ISBN 978-2-7011-0476-8.
- Ernest Nègre. Toponymie générale de la France. — 1990. — Т. 3 vol. Droz. — ISBN 978-2-600-00133-5.
- Louis Deroy et Marianne Mulon. Dictionnaire des noms de lieux. — Paris: Le Robert, 1994. — ISBN 978-2-85036-195-1.
- Christian Baylon, Paul Fabre. Les Noms de lieux et de personnes. — Nathan Université, 1982.
- Xavier Delamarre. Dictionnaire de la langue gauloise. Une approche linguistique du vieux-celtique continental. — Paris: éditions Errance, 2003. — ISBN 2-87772-237-6.
- Xavier Delamarre. Noms de lieux celtiques de l’Europe Ancienne. −500 +500.. — Arles (Errance), 2012.
- André Pégorier. Les Noms de lieux en France : glossaire de termes dialectaux. — Paris: Institut géographique national, 1997 (1er éd. 1963). — ISBN 978-2-85595-048-8. Архивировано 6 августа 2009 года.
- Pierre-Yves Lambert. La Langue gauloise. — Paris, (éditions errance), 2003. — ISBN 978-2-87772-224-7.
- Michel Morvan. Noms de lieux du Pays basque et de Gascogne. — Paris, 2004.
- François de Beaurepaire, Marianne Mulon. Les Noms des communes et anciennes paroisses de la Seine-Maritime. — Paris, 1979. — 180 с. — ISBN 2-7084-0040-1.
- Bernard Demotz. Le comté de Savoie du XIe au XV.Pouvoir, château et État au Moyen Âge. — Genève: Slatkine, 2000. — С. 145. — 496 с. — ISBN 2-05101-676-3.
- Pierre Duparc. Le comté de Genève, IXe- XVe. — Genève: Société d'histoire et d'archéologie de Genève, 1955. — Т. XXXIX. — С. 437. — 616 с.